# Sân bay Logroño-Agoncillo
Sân bay Logroño-Agoncillo (IATA: RJL, ICAO: LELO) là một sân bay ở Logroño, cộng đồng tự trị La Rioja, Tây Ban Nha. Sân bay này có 1 đường băng dài 2000 m bề mặt nhựa đường.

## Các hãng hàng không và các tuyến điểm
- Iberia
  - Air Nostrum (Barcelona, Madrid-Barajas, Tenerife-Nam)